# S. Szabó István
S. Szabó István (Budapest, 1954 –) író, újságíró, vívóedző.

## Élete
Munkás család gyermeke. Iskoláit Kőbányán végzi, majd munkába áll. Volt postás, matróz, sportinstruktor, szállítómunkás, zöldséges, vasipari munkás, valutaváltó, gondnok, rádió és tévéműsorok szerkesztő - műsorvezetője, újságíró és sportoló, tőrvívóként magyar bajnok. Egyesületei: Budapesti Honvéd, Csepel, Kecskeméti Repülő és Vívóklub, KRVSE Kunszentmiklósi Vívóegylet. Nős, öt gyermek édesapja. Írói pályafutását a hetvenes években az akkori Népsport szerkesztőségében kezdte. Majd dolgozott a Petőfi Rádió Táskarádió című műsorában. A kilencvenes években a Juventus rádió irodalmi pályázatán ért el döntős helyezést.[forrás?] Jelenleg Kunszentmiklóson él és dolgozik.
Az írónak több internetes oldalon folyamatosan jelennek meg írásai. www.virtus.hu, www.tollal.hu, www.tulpart.ning.hu, www.pipafust.gportal.hu. www.7torony.hu. 2010-ben néhány fogalmazását beválogatták a Túlpart és a 7 Torony Antológiába. Seprűtánc című hangjátékával részt vett a Magyar Rádió által kiírt rádiójáték pályázaton, melyre rekordmennyiségű, 410 pályamű érkezett.
2003 óta írja a Móricka viccújság Pali bátyám rovatát. A Kismalacban 2009-ben indult új rovata, Dr. Vitriol szexuálpolitikus tanácsai címmel. Tíz éve az RTL Klub televízió Gálvölgyi Showjának egyik állandó forgatókönyvírója. Ezenkívül még több más tévéműsorban is dolgozott. (Szeszélyes, Citrom, Nyolc mesterlövész, Bajor kabaré, Bruhaha stb.) Forgatókönyveket, illetve A Keresztanya címmel színművet is írt, melyet 2013-ban mutattak be. A csepeli Szuperinfó irodalmi oldalán, a kunszentmiklósi Rovásírás irodalmi oldalán, a Bács Zsaru és a Bakér Mente című havi lapban is jelentek/nek meg publikációi. A Szuperinfó irodalmi pályázatán első díjat nyert 1998-ban.[forrás?]
Ötödik éve a kunszentmiklósi Puszta Rádió szerkesztő–műsorvezetője, és a 2009 tavaszán indult kistérségi 7TV műsorvezetője. Műsorai az évek folyamán: Kerek asztal (politikai jellegű), Ez is én vagyok (térségünkben élő, értékes embereket bemutató), Cseveg a város (városi talk show), Puszta délelőtt (magazin jellegű) Bakelit (retró zenei) Csalamádé (zenés bulvár).
Két évig elnöke volt a kunszentmiklósi Puszta Hangja egyesületnek, ahol kulturális programok kitalálásával, szervezésével, létrehozásával foglalkozott. – Ide nekem az oroszlánt is (kistérségi Ki-Mit-Tud), Csendes esték (irodalmi jellegű), Szülőföldemen (Kunszentmiklósról elszármazott kiváló embereket bemutató), Városi ünnepségek, koncertek szervezése, Városi Gyermeknap, Kórusfesztivál, Múzeumok éjszakája Kunszentmiklóson, Könyvbemutatók, Felolvasó estek létrehozása, stb. 2010. Létrehozta, írja és szerkeszti a Pipafüst Irodalmi és Közéleti Folyóiratot. www.pipafust.gportal.hu PIPAFÜST  Irodalmi és Közéleti Folyóirat www.pipafust.gportal.hu Tagja a – MÚK - Magyar Újságírók Közösségének.
2011-ben létrehozza a KRVSE Kunszentmiklósi Vívóegyletet. www.kunvivas.gportal.hu
Tévészereplései: RTL Klub, „Fábry showder” 2005. (beszélgetés a show vezetőjével, Fábry Sándorral.)
2012. április 13-án részt vesz az RTL Klub Heti Hetes című műsorában. (RTL Klub archívum)
2012. szeptember 21-én, a magyar dráma napja alkalmából a budapesti Bakelit Centerben mutatták be a Hangok című monodrámáját (színházi műsorok, internet, google).
Jelenleg az FTC vívóedzője, a Kadet férfi tőrválogatott vezetőedzője. Tanítványa, Szemes Gergő 2020-ban egyéni kadet férfi tőr Európa Bajnoki aranyérmet nyert a Porecben rendezett kontinens viadalon.

## Könyvei
- 2004. Pórázon. (Folytatásban jelent meg a Kismalac című újságban, és a www.7torony.hu honlapon)
- Nekünk a Balaton. Ponyvalóság; magánkiadás, Kunszentmiklós, 2007 ISBN szám: 978-963-06-2688-0
- Ciká-pati. Történet a barátságról; szerzői, Kunszentmiklós, 2008 ISBN szám: 978-963-06-4460-0
- 2009. Pipafüst, novelláskötet.